# Estádio Waldemiro Wagner
Het Estádio Waldemiro Wagner is een multifunctioneel stadion in Paranavaí, een stad in Brazilië. De bijnaam van het stadion is 'Felipão'.
Het stadion wordt vooral gebruikt voor voetbalwedstrijden, de voetbalclub AC Paranavaí maakt gebruik van dit stadion. In het stadion is plaats voor 23.725 toeschouwers. Het stadion werd geopend in 1992.